# Антон Городецкий
Анто́н Серге́евич Городе́цкий — главный герой серии книг Сергея Лукьяненко «Дозоры».
Главный персонаж всех книг Лукьяненко о «Дозорах», кроме «Дневного Дозора», а также изданного под двумя фамилиями авторов, Сергея Лукьяненко и Ивана Кузнецова, романа «Печать сумрака», где тоже часто упоминается, но играет не самую первостепенную роль. В книгах «Ночной Дозор», «Сумеречный Дозор», «Последний Дозор», «Новый Дозор», «Шестой Дозор» и «Вечный Дозор» повествование, по крайней мере, частично идёт от лица Антона Городецкого. Также является одним из персонажей книги Виталия Каплана «Иной среди Иных». Дважды упоминается в романе Владимира Васильева «Лик Чёрной Пальмиры».

## Биография
Антон Сергеевич Городецкий родился весной 1968 года (по книге) либо 4 апреля 1971 (по фильму) в Саратове. Переехал в Москву, где и проживал на момент поступления на работу в московский Ночной Дозор. Инициацию Антона произвёл лично руководитель московского Ночного Дозора Борис Игнатьевич, известный также как Гесер. Гесер обнаружил Городецкого (на радость учащимся) во время одного из практических занятий по выявлению Иных. Антон оказался скрытым Иным, то есть его склонность к магии не была различима обычным взглядом сквозь Сумрак. Однако опыт и магическая сила Гесера позволили ему обнаружить и инициировать Антона. В это время Городецкому было около 25 лет. После инициации Антон стал Светлым магом.
До этого Городецкий работал системным администратором в торговой фирме «Никс». Имел высшее образование и готовился защитить диссертацию на степень кандидата наук, но этому помешало то, что Антон стал Иным и поменял интересы. Упоминается, что в дальнейшем он жалел об этом своём поступке, хотя и называл его свойственным многим новоявленым Иным. Когда Антон только пришёл в Дозор, Гесер позволил ему работать в привычном ему темпе, сделав его главой информационного отдела, где он и находился до событий первой книги. Во второй книге Антон уже является постоянным оперативником, о чём свидетельствует его встреча с Виталием Рогозой, который признал в нём главного в его небольшой группе, хотя в ней также находилась перевёртыш Тигрёнок — одна из лучших оперативников Дозора по словам самого Антона в первой повести книги «Ночной Дозор».
Первоначально считался Светлым магом третьего-четвёртого уровня (уровни присваиваются от седьмого до первого — чем сильнее способности, тем меньше номер уровня). Однако на самом деле Антон имел способности гораздо выше, достигнув второго уровня в схватке на крыше дома Егора в первой книге. В дальнейшем второй уровень силы покорялся ему ещё много раз, но до событий книги «Сумеречный Дозор» — нечасто и, как правило, достаточно болезненно. В финале «Сумеречного дозора» Антон во время противостояния со своим старым приятелем и соседом, Высшим вампиром Костей Саушкиным, попал под заклинание из обнаруженной Саушкиным древней магической книги «Фуаран» и резко повысил свой уровень, став Иным вне категорий (то есть уровнем выше первого). После этого был повышен в должности до заместителя руководителя Ночного Дозора города Москвы по персоналу. В «Шестом дозоре» в результате жертвоприношения Антон утрачивает все способности Иного и остаётся жить обычным человеком.
Женат на Светлане Городецкой, Светлой волшебнице вне категорий, возможно, сильнейшем маге в Москве до появления их с Антоном дочери, однако ушедшей со службы в Ночном Дозоре и не развивавшей свои способности, чтобы не слишком сильно обогнать мужа и не разрушить их брак этим неравенством. Дочь — Надежда Городецкая — Абсолютная Иная, одна из двух-трёх «нулевых» магов в истории (вторым был Мерлин, третьим, возможно, был Иешуа, Иисус Христос, который, по словам Светланы, был величайшим Светлым магом, «можно сказать, что он был самим Светом»). В «Шестом дозоре» также выясняется, что биологически Антон является родным внуком Завулона, Высшего Тёмного мага, руководителя московского Дневного Дозора — поскольку рождение Абсолютной волшебницы было предсказано, но одним из её прямых предков обязательно должен был оказаться Завулон.
Так как повествование в книгах, как правило, ведется от первого лица (от самого Антона), описания внешности Городецкого как такового не даётся. Есть лишь косвенные признаки, по которым мы узнаем, что у него карие глаза, высокий рост и худощавое телосложение.
В Сумраке Антон видел отражение своей внешности в облике сумеречной твари :

— Ты видел отвратительного злобного демона, Завулон? — спросил Гесер.

Тёмный нахмурился. Кивнул.

— Я видел хитрого немолодого мужчину, — сказал Гесер. — Антон, полагаю, приятного и простого парня. Жермензон — мудрого строгого еврея. Ольга — ловкую и коварную женщину.
— Лукьяненко С. В. Пророк и Сумрак. — М.: АСТ: Транзиткнига, 2011.

## В массмедиа
Философия вымышленного мира и психология её героя Антона Городецкого, особенно его образ, сыгранный в фильме актёром Константином Хабенским, рассматривались культурологами, социологами и фольклористами.

### В кино
Антон Городецкий — главный герой фильмов «Ночной дозор» и «Дневной дозор», в которых его роль сыграл Константин Хабенский.
Между героем фильмов и литературным героем существуют серьёзные отличия. Например, в кино Антон является отцом Егора, в то время как в книгах родители Егора практически не упоминаются. В фильме магические способности Антона были выявлены в момент задержания Ночным Дозором колдуньи, к которой Антон пришёл ради того, чтобы вернуть свою бывшую жену. В книге же к колдунье приходила женщина Наташа, более не упоминавшаяся в произведении, а бывшей жены у Антона не было. Также в фильме Антон показан несколько бестолковым и смехотворным (например, на дне рождения Егора), подвергался критике как «неадекватный, постоянно „не в себе“: то „поддатый“, то отравлен, то вообще в ином теле». Хотя в книгах он описан как очень рассудительный и взвешенный персонаж. Расхождения обуславливаются тем, что события этих фильмов происходят во сне Егора (так же как и то, что в фильмах Антон его отец).

### Песня
В титрах фильма пелась песня группы Uma2rmaH, рассказывающая об истории Антона Городецкого.

### Пародии
На фильм и актёра создавались пародии. Так, в 2005 другие авторы сменили озвучку фильма на юмористическую и выпустили фильм под названием «Ночной Базар».
В 2006 вышла юмористичная игра-квест «Тупой дозор», студии «Сатурн-Плюс». В ней герой игры был переименован в Артём Невтрындецкий, были скопированы внешность и голос актёра, которым герой постоянно комментировал объекты игры. Постером, как и в фильме «Ночной Базар», стала карикатура на постер оригинального фильма с образом Городецкого.